# Anemone flaccida
Anemone flaccida là một loài thực vật có hoa trong họ Mao lương. Loài này được F.Schmidt mô tả khoa học đầu tiên năm 1868.

## Hình ảnh

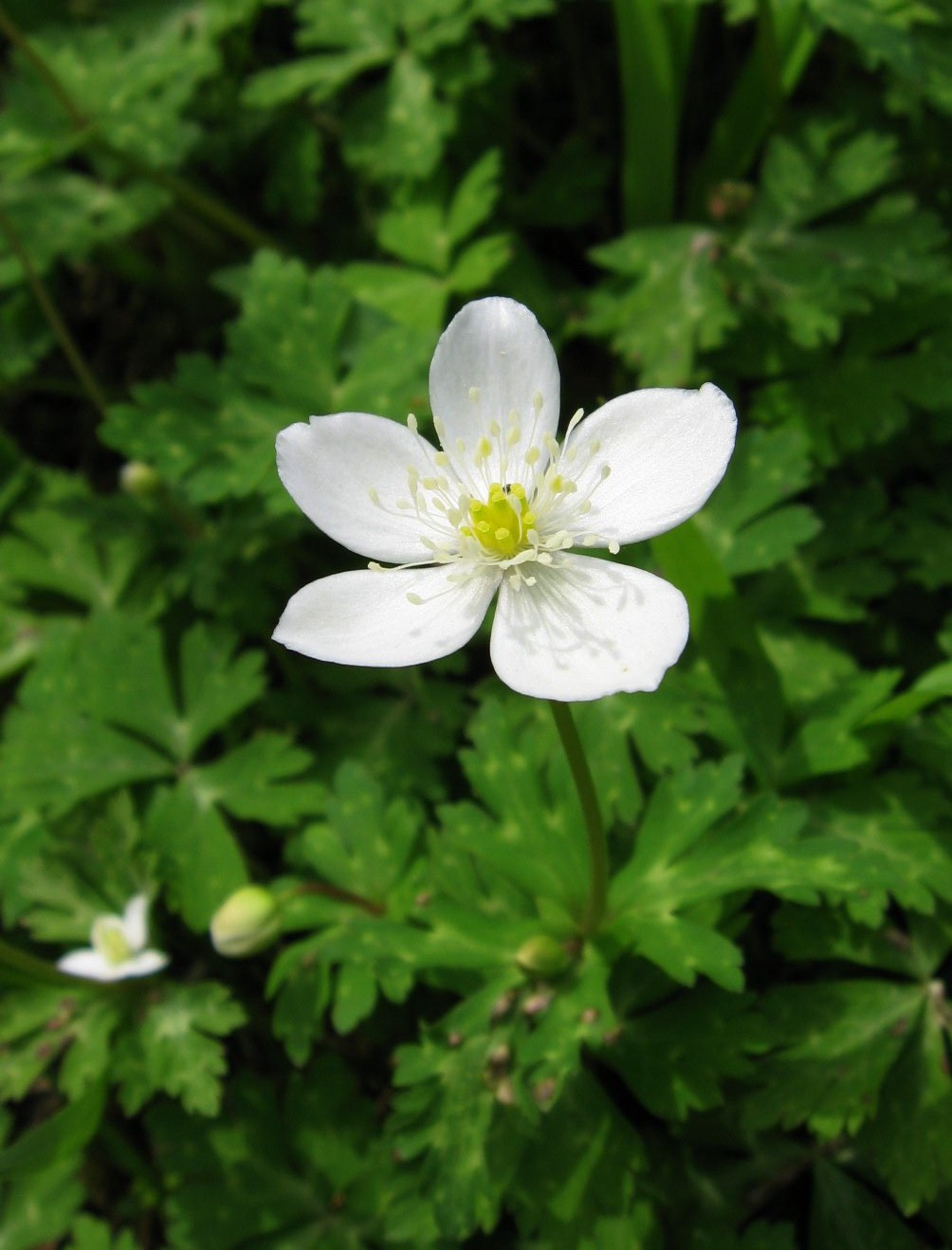
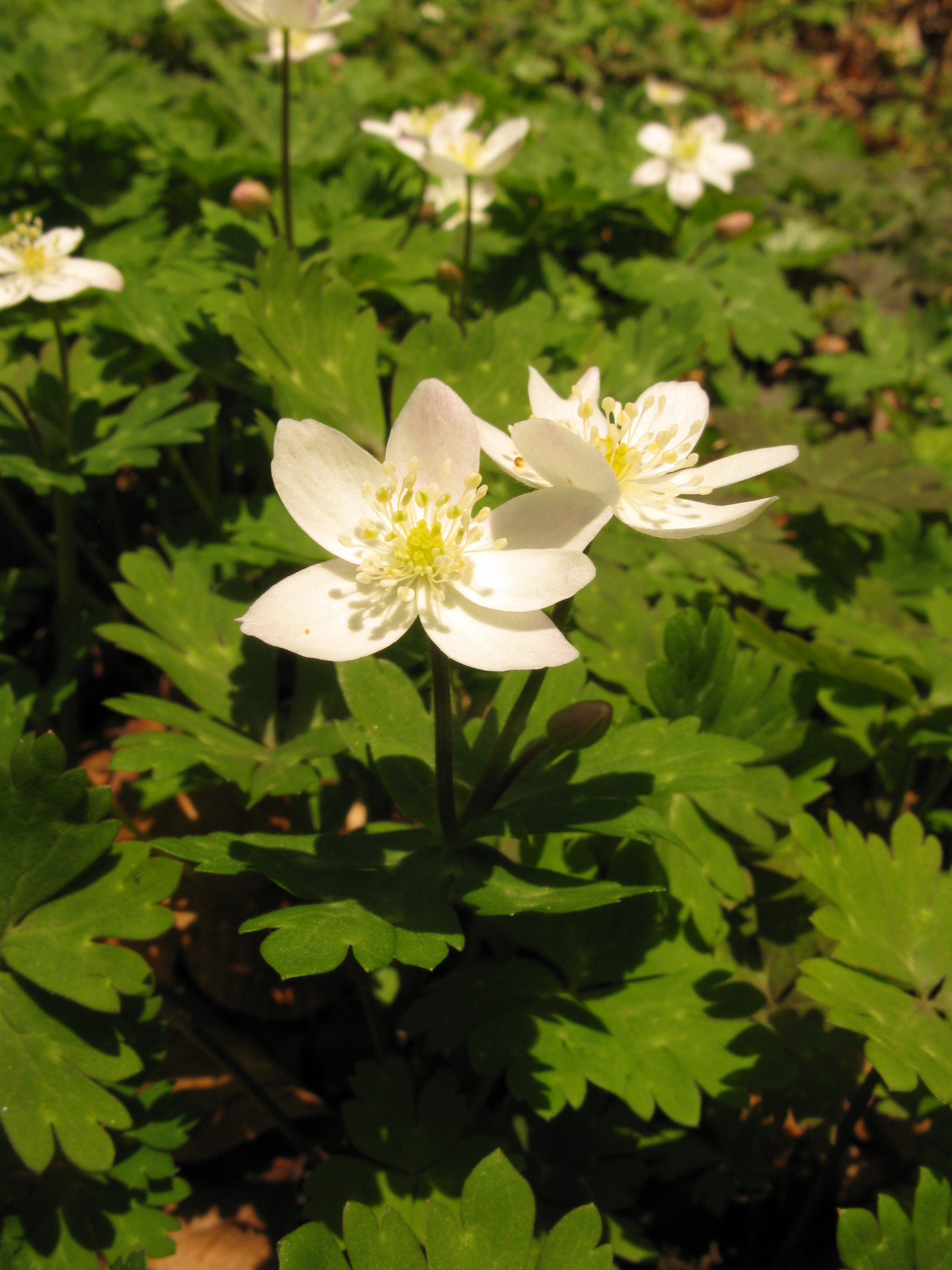
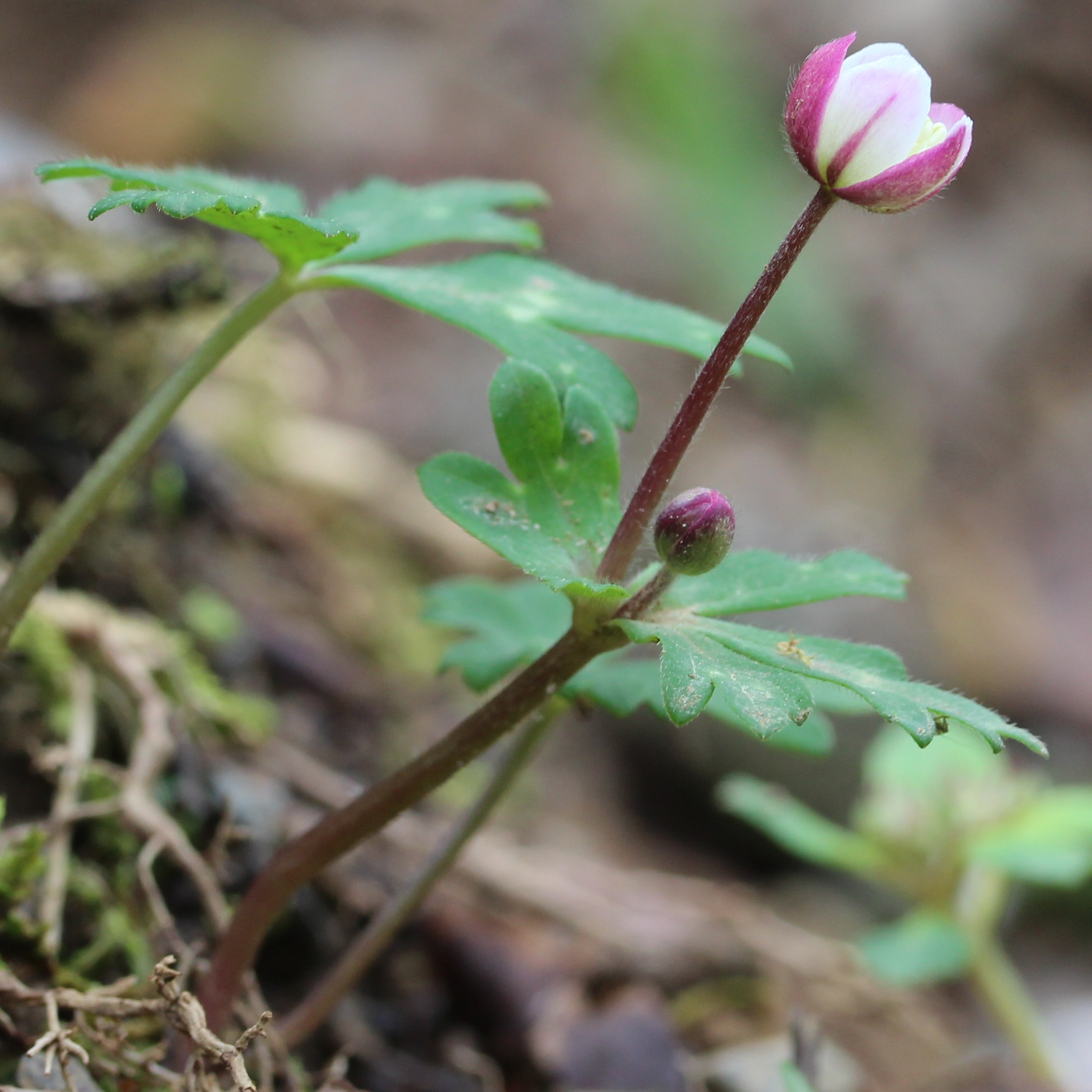
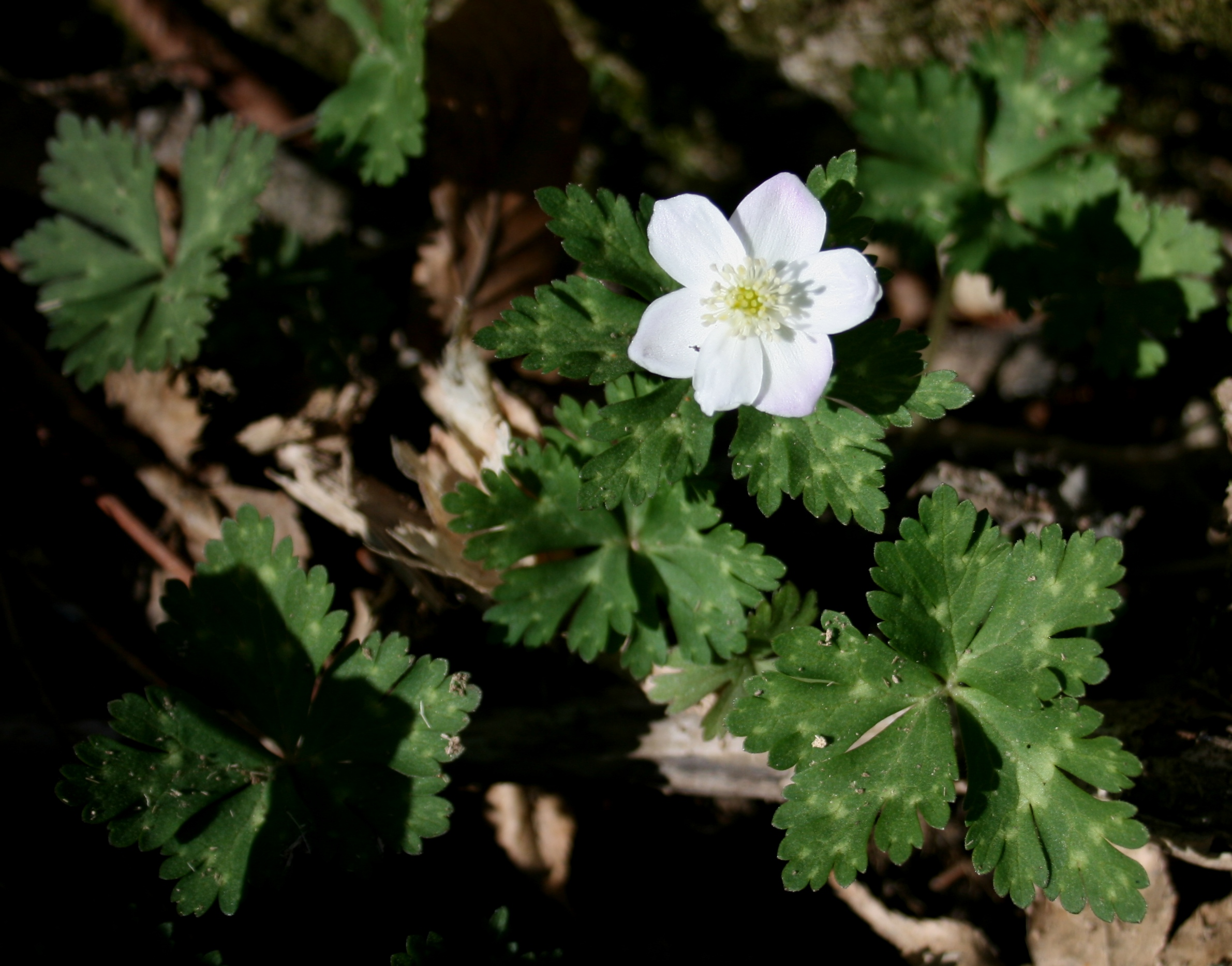